# Remona Fransen

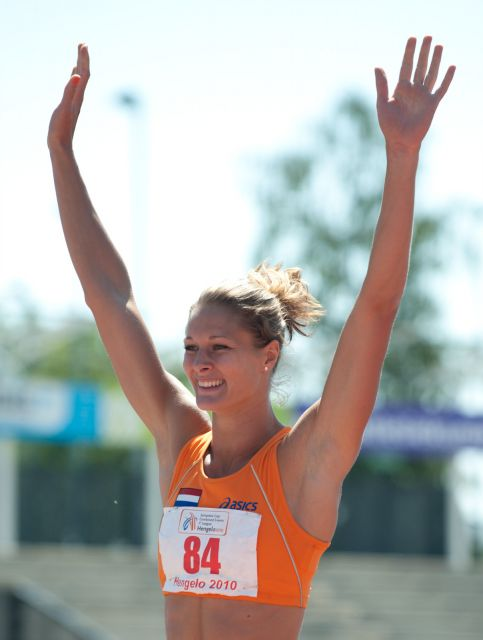
Remona Fransen beim Leichtathletik-Europacup der Mehrkämpfer 2010

Remona Fransen (* 25. November 1985 in Dordrecht) ist eine niederländische Leichtathletin, die sich auf den Siebenkampf spezialisiert hat. Zu ihren stärksten Einzeldisziplinen zählen der Hoch- und der Weitsprung. Sie ist 1,89 m groß, wiegt 71 kg und startet für die AV De Spartaan in Lisse. Fransen arbeitet als Physiotherapeutin in Leiden.

## Sportliche Laufbahn
Auf nationaler Ebene feierte Fransen seit 2001 erste Erfolge als Jugendliche und Juniorin. Ihren ersten Titel im Erwachsenenbereich gewann sie 2004 in der 4-mal-400-Meter-Staffel. 2008 und 2009 wurde sie niederländische Meisterin im Siebenkampf, 2010 im Weitsprung sowie im Hochsprung und im Fünfkampf in der Halle.
Seit 2003 vertrat Fransen die Niederlande mehrfach im Siebenkampf beim Leichtathletik-Europacup der Mehrkämpfer. 2010 siegte sie in Hengelo mit 5993 Punkten in der so genannten 1st League, der zweithöchsten Wettkampfklasse des Europacups, und erzielte in sechs Einzeldisziplinen persönliche Bestleistungen. Ihren bis dato bedeutendsten Erfolg erzielte sie mit dem Gewinn der Bronzemedaille im Fünfkampf mit 4665 Punkten bei den Leichtathletik-Halleneuropameisterschaften 2011 in Paris. Neben persönlichen Hallenbestleistungen in allen fünf Einzeldisziplinen gelang ihr im Hochsprung mit 1,92 m ein niederländischer Hallenrekord.

## Bestleistungen
Freiluft
- Siebenkampf: 6198 Punkte, 16. und 17. Juli 2011, Ratingen
- 200 m: 24,98 s, 29. Mai 2010, Götzis
- 800 m: 2:15,24 min, 27. Juni 2010, Hengelo
- 100 m Hürden: 14,10 s, 26. Juni 2010, Hengelo
- Hochsprung: 1,87 m, 26. Juni 2010, Hengelo
- Weitsprung: 6,20 m, 27. Juni 2010, Hengelo
- Kugelstoßen: 13,15 m, 23. Mai 2009, Hoorn
- Speerwurf: 36,61 m, 27. Juni 2010, Hengelo

Halle:
- Fünfkampf: 4665 Punkte, 4. März 2011, Paris
- 800 m: 2:16,24 min, 4. März 2011, Paris
- 60 m Hürden: 8,64 s, 4. März 2011, Paris
- Hochsprung: 1,92 m, 4. März 2011, Paris
- Weitsprung: 6,07 m, 4. März 2011, Paris
- Kugelstoßen: 14,09 m, 4. März 2011, Paris